# Fresney-le-Vieux
Fresney-le-Vieux ist eine französische Gemeinde mit 324 Einwohnern (Stand: 1. Januar 2022) im Département Calvados in der Region Normandie. Sie gehört zum Arrondissement Caen und zum Kanton Le Homt.

## Geografie
Fresney-le-Vieux liegt rund 19 km nordwestlich von Falaise und 21 km südlich von Caen. Umgeben wird die Gemeinde von Boulon im Norden, Bretteville-sur-Laize im Nordosten, Barbery im Osten, Moulines im Südosten, Cesny-les-Sources mit Cesny-Bois-Halbout im Süden, Espins im Südwesten und Westen sowie Saint-Laurent-de-Condel in nordwestlicher Richtung.

## Bevölkerungsentwicklung
| Jahr                             | 1793 | 1836 | 1876 | 1926 | 1946 | 1968 | 1990 | 2016 |
| Einwohner                        | 259  | 303  | 283  | 131  | 135  | 174  | 210  | 271  |
| Quelle: Cassini, EHESS und INSEE |      |      |      |      |      |      |      |      |

## Sehenswürdigkeiten
- Kirche Saint-Jean-Baptiste aus dem 19. Jahrhundert

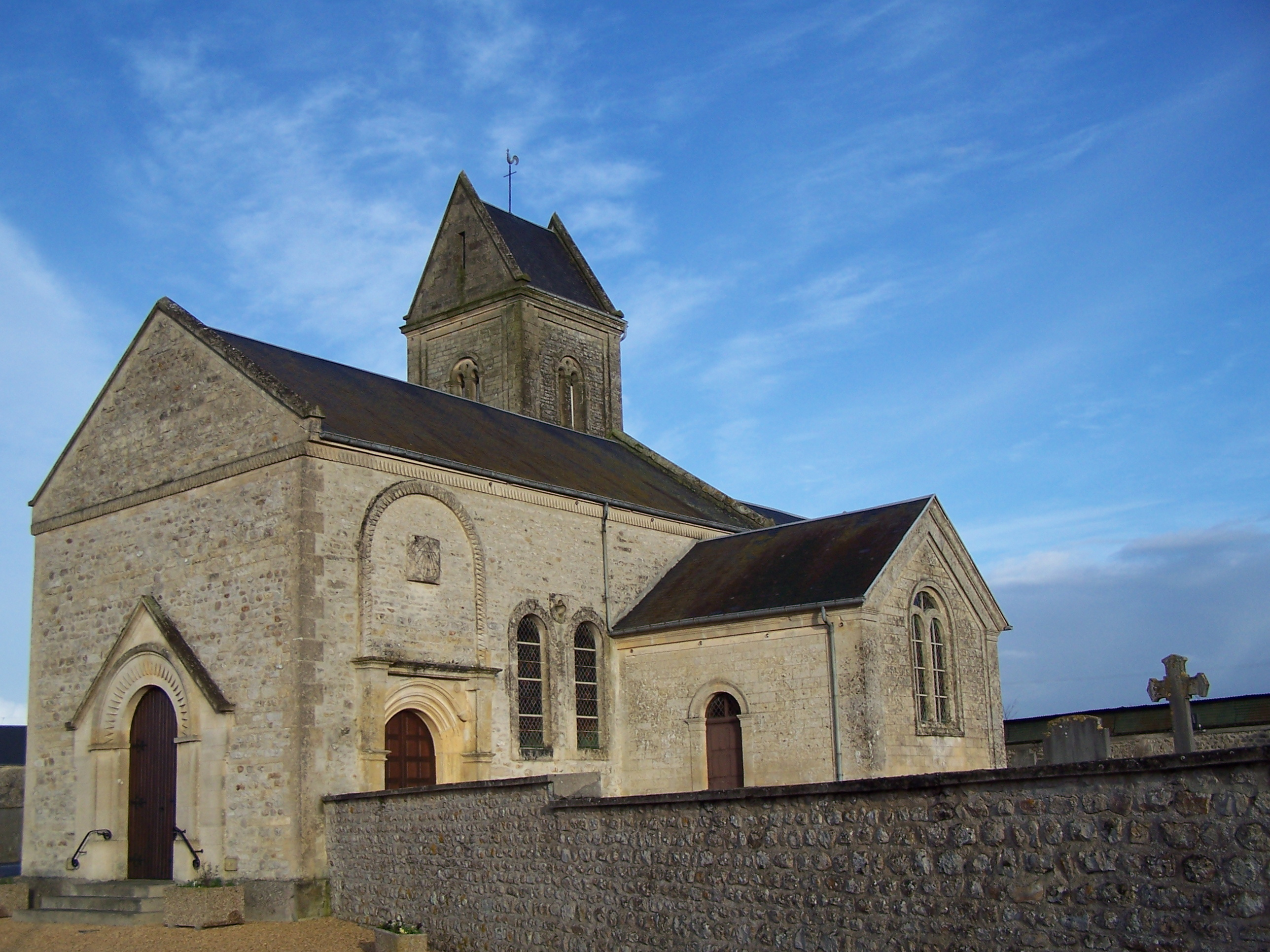
Kirche Saint-Jean-Baptiste

- Schlösser aus dem 18. Jahrhundert